# مسجد أبي بكر الصديق (نجران)
مسجد أبي بكر الصديق؛ هو مسجد تاريخي يقع في وسط البلدة القديمة غرب محافظة ثار في منطقة نجران جنوب المملكة العربية السعودية.

## عن المسجد
تبلغ مساحة المسجد الكلية نحو (130م2) ويتسع لنحو (57) مصليًا، ويتكون المسجد من بيت للصلاة، وفناء خارجي، وخلوة، ودورة مياه، والمسجد مبني من البلوك وسقفه من مرابيع خشبية تعلوها ألواح خشبية ثم طبقة خراسانية. وبعد تطوير مسجد أبي بكر الصديق التاريخي أضيف له في وقتنا الحالي بيت الصلاة وسرحة المسجد، والخلوة، ومصلى للنساء، ودورات المياه وأماكن الوضوء للرجال والنساء، ويتسع لـ(118) مصليًا.

## معمار المسجد
بني المسجد على نمط معمار نجران المحلي.

## أهمية المسجد
ترجع أهمية المسجد التاريخية لكونه أقدم مسجد بمنطقة ثار التاريخية كما يعد المسجد الوحيد بالمنطقة الذي تقام به صلاة الجمعة و يأتيه أهالي القرية و أهل القرى المجاورة للصلاة فيه صلاة الجمعة ويعد مكانا للصلاة و منارة ثقافيه و علمية لأهالي المنطقة أيضا تعقد فيه اجتماعات الأهالي لمناقشة أمورهم اليومية و حل المشكلات والمنازعات . 

## ترميم المسجد
تم ترميم المسجد حديثا من ضمن مشروع محمد بن سلمان لتطوير المساجد التاريخية - المرحلة الأولى . 